# Свято-Троїцький собор (Бахмут)
Свято-Троїцький собор — історична пам'ятка у місті Бахмут. Один з давніх християнських соборів на Східній Україні. Споруджено у 1746 р. як Соборна Свято-Троїцька церква у м. Бахмут.

## Історія
У 1768—1769 роках Свято-Троїцький собор відвідував Омелян Пугачов, керівник селянської війни в Росії в XVIII ст.
1781 року собор відвідав український поет і філософ Григорій Сковорода, 1825 — російський цар Олександр І.
1931 року Свято-Троїцький собор було закрито, а в 1970-х роках — зруйновано.

## Собор у літературі і мистецтві
Бахмутський Свято-Троїцький собор оспівував у своїх творах український поет Володимир Сосюра.